# Национално удружење родитеља деце оболеле од рака
Национално удружење родитеља деце оболеле од рака (скраћено НУРДОР) је удружење које у Србији олакшава живот деци оболелој од рака и њиховим најближима пружајући практичну, емотивну и материјалну подршку. Основано је 2003. године у Београду, од стране родитеља излечене и преминуле деце, медицинског особља са хемато–онколошких одељења и волонтера. НУРДОР је хуманитарна, непрофитна, нестраначка, невладина организација са основним циљем побољшања положаја и квалитета живота ове популације.
Сарађује са пет педијатријских клиника у земљи и педијатријском клиником из Болоње, са државним институцијама, сродним удружењима и бројним појединцима на решавању проблема породица.

## Историја
Од оснивања 2003. године имају мисију да сваком детету оболелом од малигних болести обезбеде адекватне услове лечења, а њиховим породицама сву потребну подршку и помоћ. До данас су променили два закона, отворили две болнице и шест Родитељских кућа, одржали више од хиљаду радионица подршке родитељима и деци, организовали више од педесет различитих кампова и реализовали више од хиљаду рехабилитација за децу, младе и родитеље, едуковали више од двеста медицинских радника и више од хиљаду волонтера и уложили више од 500.000.000 динара у унапређење квалитета лечења и живота оболеле деце. Од 2008. године су званични пријатељи AGEOP-а отпочавањем Близанац програма.

### Родитељске куће
Родитељске куће су настале из чињенице да деци током трајања радио или хемио терапија кроз дневне болнице није обезбеђен стационарни смештај на клиникама па тако дуготрајно онколошко лечење детета ван места пребивалишта представља велики проблем. Из тог разлога НУРДОР је 2010. године, уз подршку Министарства правде Републике Србије, Дирекције за управљање одузетом имовином и других донатора, отворио прву Родитељску кућу у Београду, на Бежанијској коси, која садржи три породичне собе, дневни боравак, трпезарију и друге заједничке просторије.
Прва Родитељска кућа у Новом Саду је била отворена од 2011. до 2013. године. Дирекција за управљање одузетом имовином Министарства правде је објекат уступила за потребе Родитељске куће. Друга Родитељска кућа у Београду, на Сењаку, је отворена 2011. и садржи три породичне собе, дневни боравак, трпезарију и друге заједничке просторије. Отворена је уз подршку Општине Савски венац, Фондације Миодрага Станојевића и других донатора. Родитељска кућа у Нишу је отворена 2012. и садржи пет породичних соба, дневни боравак, трпезарију, играоницу, заједничку радну собу и друге заједничке просторије. Отворена је уз подршку Града Ниша и бројних донатора.
Друга новосадска Родитељска кућа има пет породичних соба, кухињу, трпезарију, играоницу, ботаничку башту, двориште и друге заједничке просторије. Кућа је задужбина породице Костић и отворена је 2013. године. Родитељска кућа на Врачару је отворена 2014, представља прву Родитељску кућу у власништву удружења и садржи седам породичних соба, две кухиње, трпезарију, дневни боравак, играоницу, двориште и друге заједничке просторије.
Данас НУРДОР има пет Родитељских кућа: три у Београду и по једну у Новом Саду и Нишу. У њима деца и родитељи из свих крајева Србије имају бесплатан смештај, свакодневни превоз на терапије, подршку психолога, социјалне раднице и волонтера. У Родитељским кућама је, до сада, боравило преко хиљаду породица из свих крајева Србије и из региона. До краја 2024. године је у плану отварање нове, највеће Родитељске куће у Београду.

### Шољица разговора
У сарадњи са лекарима, психолозима и медицинским особљем на дечјим хемато–онколошким одељењима су 2010. године покренули пројекат психо–социјалне подршке „Време је за шољицу разговора” кроз низ тематских радионица за породице деце оболеле од рака: питајте лекара, психолошка радионица, питајте медицинско особље, нутрициониста за вас, права из социјалне заштите, питајте родитеље и младе са искуством и креативно–забавне радионице. Циљ ових радионица је олакшавање боравка на клиници, а родитељи добијају подршку и информације од стручног особља на хемато–онколошким одељењима у Београду, Новом Саду и Нишу. Током тринаест оваквих циклуса је учествовало преко 1900 родитеља.

### Кампови
Рехабилитациони кампови након завршеног лечења од онколошких болести су настали из потребе за ојачањем имунитета и избегавања ризика од враћања болести, али и због психолошког оснаживања и социјализације деце. Од 2010. сe сваке године организују летњи кампови „Љубави и Наде” на којима учествује више од тридесет деце узраста од три до осамнаест година и двадесет НУРДОР волонтера. Први „ЗимСКИ камп” је организован 2013. године на Копаонику. Сваке зиме више од двадесет и пет деце и младих узраста од дванаест до двадесет и пет година борави на планини уз волонтере НУРДОР-а, психологе и инструкторе скијања. Један од највећих рехабилитационих и терапеутских кампова у Европи, „Динамо Камп” у Италији, је први пут био домаћин НУРДОР деце 2013. и од тада сваке године око тридесет деце у пратњи НУРДОР волонтера учествује у интернационалној сесији кампа.
Од 2010. сарађују са удружењем „Кријесница” из Загреба тако што сваке године троје деце из Србије заједно са волонтерима учествују на рехабилитационом кампу у Хрватској, а њихова деца и волонтери на НУРДОР летњим камповима. Такође, екипа НУРДОР-а је седам година учествовала на Светским дечијим победничким играма где су освојили десетине златних, сребрних и бронзаних медаља. Од 2014. сарађују са породицом Локин са којима организују „Морски летњи камп” у Пакоштанима. Први камп за младе преко осамнаест година су организовали 2019. на Копаонику са циљем да их оснаже, охрабре и међусобно повежу.
Први камп „Рука наде” су организовали 2016. са жељом да наставе да буду подршка породици и након смрти детета.
У сарадњи са бројним породицама дуги низ година омогућавају породицама оболелог детета да на различитим локацијама у Србији и на Жабљаку проведу недељу дана породичног одмора. Породица Коцић им је са том намером поклонила своју викендицу на Фрушкој гори коју је комплетно реновирала екипа С Тамаром у акцији.

### Бити херој
У Србији се лечење деце са дијагнозом малигнитета на терет здравственог осигурања одвија у Београду, Новом Саду, Крагујевцу и Нишу. Годинама је нишко Одељење хемато–онкологије Дечје клинике било у најлошијем стању у виду недостатка смештајних капацитета, неусклађености са медицинским и хигијенским стандардима, неадекватних и малобројних санитарних чворова. Из тих разлога су заједно са удружењем Ageop Ricerca покренули 15. маја 2018. иницијативу за изградњу потпуно новог одељења – анекса зграде Клинике за дечје интерне болести. Изградња одељења је почела 18. маја 2016, а након две фазе радова је и свечано отворено 15. маја 2018. као једини случај у Србији да је једно удружење изградило комплетно одељење болнице.
Мисија НУРДОР-а је обезбеђивање квалитетних услова лечења и живота оболеле деце, набавку неопходних медицинских апарата и опреме за сва педијатријска хемато–онколошка одељења у Србији, реновирање и адаптација болничких соба, амбуланти и осталих просторија, набавка болничког и другог намештаја и опремање играоница за децу током боравка на стационарном лечењу. У сарадњи са С Тамаром у акцији и удружењем „САМА” 2018. године су комплетно реновирари и опремили хемато–онколошко одељење на Клиници за педијатрију у Крагујевцу.
У сарадњи са Стоматолошким факултетом Универзитета у Београду су 2010. комплетно опремили и отворили прву специјализовану стоматолошку амбулантну за децу оболелу од рака. Исте године су отворили прву играоницу за децу која се лече од рака „Маштаоница” на хемато–онколошком одељењу Универзитетске дечје клинике, а након тога и на другим одељењима како би ублажили болне и непријатне болничке процедуре.

### И ја се борим
Године 2010. су започели јавно заговарање и заступање права на продужену медицинску рехабилитацију о трошку државе, а 2012. су се изборили за промену Правилника о медицинској рехабилитацији којим је то омогућено. Уз помоћ Адвокатске коморе Србије су урадили предлог за измену закона према ком боловање траје колико и болест детета, а 2013. су покренули иницијативу за решавање питања боловања родитеља током лечења детета. После шест година је Скупштина Србије у целости усвојила измене које су предложили Министарству здравља и усвојен је нови закон о здравственом осигурању према коме је предвиђено боловање родитеља детета оболелог од малигне болести све време док траје лечење уз накнаду зараде од 100%.
Пројектом „Школа у болници”, у сарадњи са Основним школама „Др Драган Херцог” Београд и „Ђорђе Натошевић” Нови Сад, су покренули иницијативу за организовање основношколске наставе у Нишу која се сада реализује у сарадњи са школом „Бранко Миљковић”. Већ неколико година заговарају и неопходност формирања педијатријског канцер регистра који би омогућио податке о малигним обољењима и дугорочно праћење пацијената у Србији, као и увођење процедура за санацију бола, општу анестезију уз обавезну психолошку припрему. Уз помоћ донатора су обезбедили „Кутије за храброст” за свако одељење педијатријске хемато–онкологије у Србији из којих дете, сваки пут када прими терапију, извлачи по једну играчку.

### Обуке
Организују различите врсте едукације за родитеље, медицинско особље, наставнике и волонтере. Године 2007. су организовали прву едукацију за „родитеље помагаче”, а 2011. је саветовалиште прерасло у радионице „Родитељ родитељу” у оквиру пројекта „Време је за шољицу разговора”. Прву у низу едукација медицинског особља су реализовали 2009, а прву велику обједињену, акредитовану едукацију за медицинско особље са свих пет педијатријских хемато–онколошких одељења 2013. уз помоћ и подршку медицинског особља и представника сестринског удружења Ageop Ricerca.
Едукацију наставника су почели 2009. за реализацију пројекта „Школа у болници” када су обучени наставници и учитељи Основне школе „Др Драган Херцог” Београд, а 2015. су у сарадњи са њима организовали едукацију за наставно особље Основне школе „Бранко Миљковић” Ниш у циљу њихове припреме за реализацију наставе у болници. Прву велику едукацију за нове волонтере су организовали 2011. године и од тада ју је прошло више од хиљаду волонтера. Трибину у средњим школама широм земље су први пут организовали 2016. у оквиру кампање „И ја се борим”, уз подршку Министарства правде и Министарства здравља.

### Акције
Током сваке године одрже више од сто различитих акција са циљем подизања свести о малигнитету код деце и као вид подршке њиховој борби. Сваког 15. фебруара обележавају Светски дан деце оболеле од рака у многим градовима широм Србије. Од неформалне групе пријатеља под именом „Покажи мало да ти је стало” 2017. године је настала њихова највећа кампања „Пружи корак” којом су обезбеђена значајна средства за хемато–онколошко одељење у Нишу. Друга по реду кампања „Пружи корак” 2019. је проглашена за једну од највећих организованих друштвено одговорних апликација у Србији икада. Трајала је три месеца, учествовало је више од 560.000 људи користећи истоимену апликацију којом су обезбеђена значајна средства за пројекат „Нова родитељска кућа у Београду”.
Године 2021. су покренули платформу Superhero са циљем обезбеђивања средстава за Нову родитељску кућу у Београду. До сада су објавили више од двадесет публикација намењених деци, младима, родитељима, волонтерима, стручним сарадницима и широј заједници са циљем разумевања проблема и недоумица са којима се суочавају деца и млади оболели од рака, али и њихове породице.

### Признања
За двадесет година постојања и рада су добили бројне награде и признања, неки од њих су признање Покрајинског заштитника грађана за изузетан допринос заштити и унапређењу људских права, Плакета за изузетан допринос развијању културе давања крви, награда „Стуб здравља” за допринос на пољу бриге о здрављу грађана Србије и друге.

## Циљеви удружења
Циљеви Националног удружења родитеља деце оболеле од рака су:
- заступање интереса деце и њихових породица,
- заштита и остваривање основних људских права, елиминисање дискриминације и остваривање једнакости, равноправности и социјалне укључености деце оболелих од рака,
- обезбеђивање сваком детету оболелом од рака адекватно лечење, негу и опоравак,
- доступна психо–социјална подршка целој породици,
- информисање и оснаживање родитеља и деце.

## Галерија
- Родитељска кућа у Петроварадину
- Родитељска кућа на Сењаку
- Родитељска кућа на Сењаку
- Родитељска кућа у Петроварадину